# ハイディンガーのブラシ

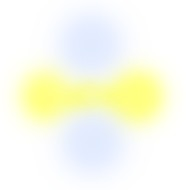
垂直に偏光した光に対するハイディンガーのブラシのイメージ。 大きさと濃さは強調されている。

ハイディンガーのブラシ (Haidinger's brush) は内視現象のひとつで、偏光している可視光を見たときにヒトの視野の中心部にかすかに現れる束状の模様をいう。

## 概要
横波である光は、電場・磁場がある方向に振動している。 太陽光のような一般的光はこの振動方向がさまざまに入り混じったものだが、青空や反射光はある特定の方向へと振動が偏った偏光した光である。 一部の渡り鳥や昆虫の眼はこの偏光した光の振動方向を感じとる力があり、太陽が直接見えなくても青空の偏光によって方角を知る手掛かりとしている。 また、タコやイカの眼にも偏光を感知する力があることが知られている。 ヒトには通常こうした偏光を感じとる力がないと思われがちだが、実はヒトの眼も光の偏光がわかる。 
偏光した光をよく観察するとハイディンガーのブラシとよばれる淡い模様が視野の中心部に感じとれる。 これは黄色のくびれた束ないし蝶ネクタイ型の境界のぼやけた小さな模様であり、さらにより目立ちにくいが黄色い模様に直交した青みがかった模様がある。 ただし、ブラシがどの程度はっきり見えるかには個人差があると思われ、まったく見えないと言う人からはっきり見え過ぎて邪魔になると言う人までいる。 このブラシの典型的な大きさは角度の 2 ～3 度程である。 
学術的にはこの現象はオーストリアの地質学者ヴィルヘルム・フォン・ハイディンガー (en:Wilhelm Karl Ritter von Haidinger) が偏光した光の元で鉱物を調べているときに発見され、1844年に報告された。 この模様がブラシとよばれているのはその境界がぼやけて見えることによる。 ドイツ語では、ハイディンガー＝ビュッシェル (Haidinger-Büschel) といい、ビュッシェルは「束」の意味である。

## ブラシを見る方法
多くの人ははじめはなかなかハイディンガーのブラシを見ることができない。 この現象は普通われわれが目で見ている外部の像に較べればずっと淡いものであり、現れたり消えたりしやすい。 ブラシは常に視野の中央に現れるが、われわれの眼は視野に対して動かないものを知覚しにくいので、偏光の振動方向を変化させ模様を回転させることによっていくらか見やすくなる。 これにはただ頭をゆっくり傾げればよい。 ブラシは頭を傾げた向きと逆に回転する。
このハイディンガーのブラシを確認する最も手軽な方法は、コンピュータなどの液晶モニタを利用することである。 偏光方向を利用して輝度を変えている液晶モニタの光は、特定の方向に偏光している。 コンピュータの画面の何も書かれていない白い領域に眼を向けて視野の中心に注意しながら頭をゆっくり左右に傾けてみるとその存在がわかりやすい。 モニタを 50cm の距離から見た場合、ブラシの大きさはモニタ上で 2cm 程度となる。 なおブラウン管のモニタの光は偏光していないのでこの目的に用いることはできない。 
偏光サングラスのような偏光子がある場合は、偏光子ごしに一様に照らされた模様のない壁などを注視するとよりはっきりする。 また青空のようなレイリー散乱を起こしている光も偏光している。 青空の偏光を見るためには、太陽から 90 度の角度あたりの最も偏光している領域を見るのがよい。

## この現象が起こる原因
このハイディンガーのブラシの大きさは網膜の中心部にあってわずかに凹んでいる黄斑 (en:macula) の大きさに相当している。 この現象は、この黄斑にある円環状に並んでいる色素の分子の偏光二色性 (en:dichroism) によるものとされており、ブラシが非常に淡いのは円環状に並んだ分子がごく一部であることによる。 偏光二色性とは振動の向きの異なる光により物質への吸収率が異なる性質である。 
またおそらく網膜の錐体細胞 (cone cell) の外層が複屈折を起こすこともこの現象に関係している。 角膜もわずかに複屈折を起こすが、この現象における関連を明らかにするにはさらなる研究が必要である。

## 医療への応用
ハイディンガーのブラシが現れるのは黄斑に相当する視野に限られるため、ハイディンガーのブラシを用いて黄斑での知覚の確認や訓練に用いることができる。 ある種の斜視では、黄斑の中心にある中心窩 (ちゅうしんか、en:fovea) で対象を注視するのではなく中心から離れた網膜の領域で見るように習慣づいている場合がある。 これは偏心固視 (eccentric fixation) とよばれている。 この偏心固視を矯正し中心窩でものを見るよう訓練することを助けるために、ハイディンガーのブラシを利用した Macular Integrity Tester-Trainer (MITT) という装置が使われる場合がある。 この装置では背後から明るい白色光を用いた回転する偏光板を用いている。 ハイディンガーのブラシを見やすくするために青いメガネを装着し、一方の眼を遮光することで、うまくいけば利用者は黄斑に当たる部分にあるハイディンガーのブラシを知覚でき、対象をハイディンガーのブラシと重ね合わせて見るように訓練される。